# Γ-Linolensäure
γ-Linolensäure (18:3) oder gamma-Linolensäure, in der Literatur oft kurz GLA genannt, ist eine dreifach ungesättigte Omega-6-Fettsäure. Sie wird in jedem tierischen und menschlichen Organismus aus der essentiellen Omega-6-Fettsäure Linolsäure synthetisiert oder direkt über die Nahrung aufgenommen. Die γ-Linolensäure ist Vorläufer der Dihomo-γ-Linolensäure (DGLA), welche wiederum der Grundstoff der „guten“, weil z. B. entzündungshemmenden Serie-1-Eicosanoide, als auch der (unter anderem) entzündungsverstärkenden Arachidonsäure und damit von Serie-2-Eicosanoiden ist.
Die Einnahme von γ-Linolensäure (zum Beispiel aus Borretschöl, Nachtkerzenöl oder Hanföl) kann entzündliche Vorgänge im Körper günstig beeinflussen. Zudem ist γ-Linolensäure essentiell für das Gehirn, insbesondere für die Nervenreizleitung, und senkt den Blutdruck.

## Vorkommen
Folgende Lebensmittel sind gute Quellen von γ-Linolensäure:
- Borretschöl (ca. 20 %)
- Nachtkerzenöl (ca. 10 %)
- Hanföl (ca. 3 %)

## Nachweis
Der Nachweis und die Gehaltsbestimmung von Linolensäure wird in der Regel durch Gaschromatographie des Methylesters durchgeführt; ergänzend kann eine Trennung der ungesättigten Isomere mit Silbernitrat-Dünnschichtchromatographie erfolgen.